# محمود فاضلی بیرجندی
محمود فاضلی بیرجندی (زادهٔ ۲۷ اردیبهشتِ ۱۳۴۱ در بیرجند) مترجم و پژوهشگر تاریخ ایران است. او دبستان و دبیرستان را در بیرجند و تحصیلات دانشگاهی را تا مقطع دکترای تاریخ در تهران پشت سر گذاشته است. سال‌ها در روزنامه‌های ایران مقالاتی منتشر کرده و در بعضی روزنامه‌ها عضو شورای سردبیری بوده است.

## کارنامه
بعضی از کتاب‌های فاضلی بیرجندی عبارت است از:

### پژوهش
- نمایندگان بیرجند در مجلس شورای ملی (۱۳۸۸)
- از بازرگان تا روحانی: کابینه‌ها در جمهوری اسلامی ایران، چاپ اول (۱۳۹۳)، چاپ سوم (۱۳۹۸)
- تاریخچه‌ای از فرمانروایان خراسان از آغاز قاجار تا پایان پهلوی (۱۳۹۸)
- تاریخچه‌ای از فرمانداری و فرمانداران بیرجند (۱۴۰۲)

### ترجمه
ترجمه‌های فاضلی بیرجندی بیش از پژوهش‌هایش شناخته شده. سیروس علی‌نژاد فاضلی را همتای «مترجمان برجستهٔ متن‌های ایران‌شناسی مانند مسعود رجب‌نیا، منوچهر امیری و فریدون بدره‌ای» برشمرده است.
- پارت‌ها و روزگارشان، چاپ اول (۱۳۹۰)، چاپ دوم (۱۳۹۵)
- شاهنامه و پژوهش‌های تازه، چاپ اول (۱۳۹۲)، چاپ دوم (۱۳۹۷)
- تذکره اربیل، چاپ اول (۱۳۹۰)
- یادداشت‌های محرمانه کنسولگری انگلستان در سیستان و قاینات، چاپ اول (۱۳۹۲)
- سبئوس (۱۳۹۶). تاریخ سبئوس. تهران: انتشارات ققنوس. شابک ۶۰۰-۲۷۸-۲۵۸-۳.
- سیموکاتا، تئوفیلاکت (۱۳۹۷). تاریخ. تهران: انتشارات سده.
- یوحنای نیکیویی، تاریخ‌نامه یوحنا، سکوپای نیکیو (۱۴۰۰)
- تواریخ، نوشتهٔ آگاثیاس (۱۴۰۰)
- گاهنامه تئوفانس، نوشته تئوفانس (۱۴۰۱)
- تاریخ‌نامه جان مالالاس (۱۴۰۳)